# Izba Poselska (I Rzeczpospolita)

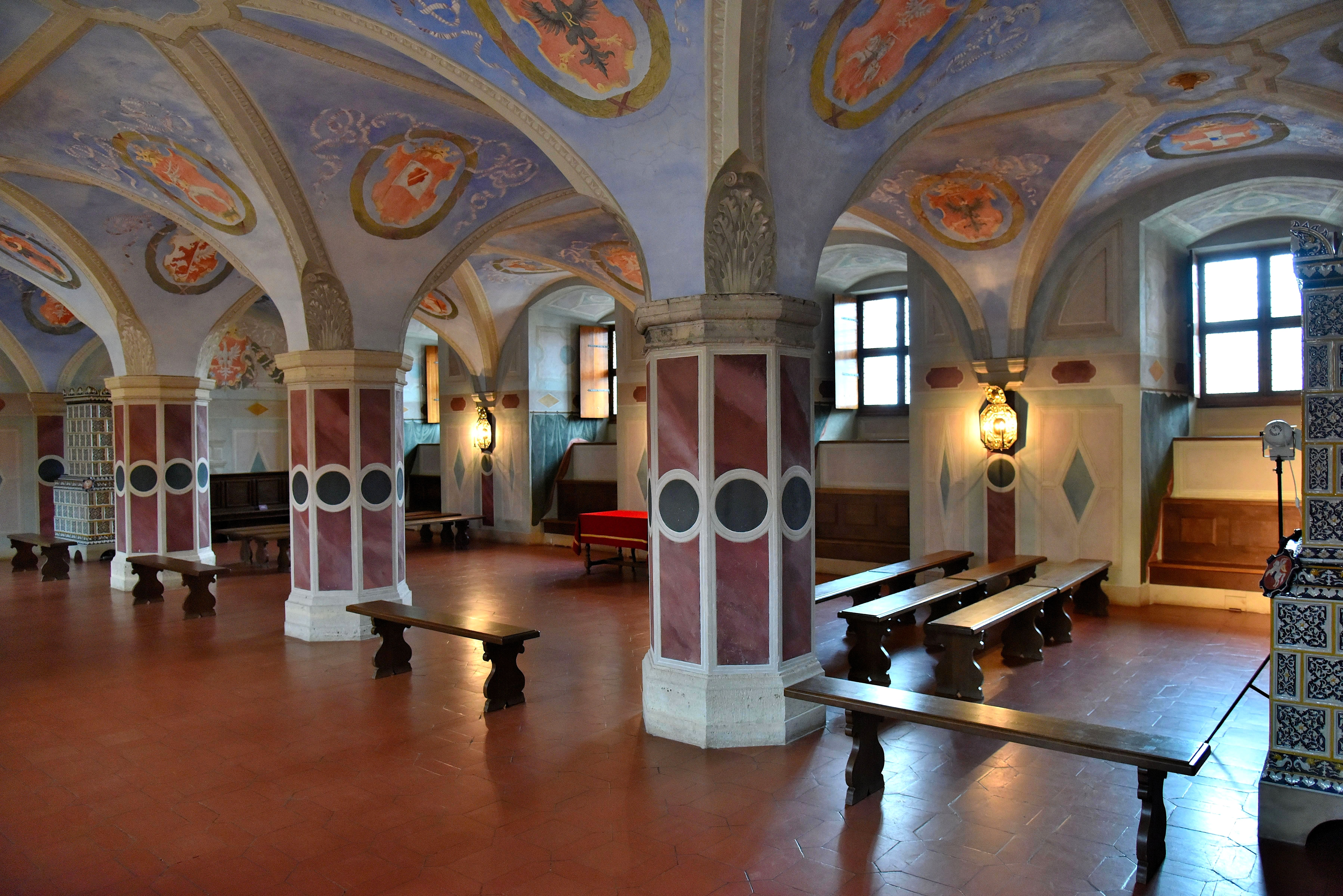
Izba Poselska w latach ok. 1570-1680 na Zamku Królewskim w Warszawie

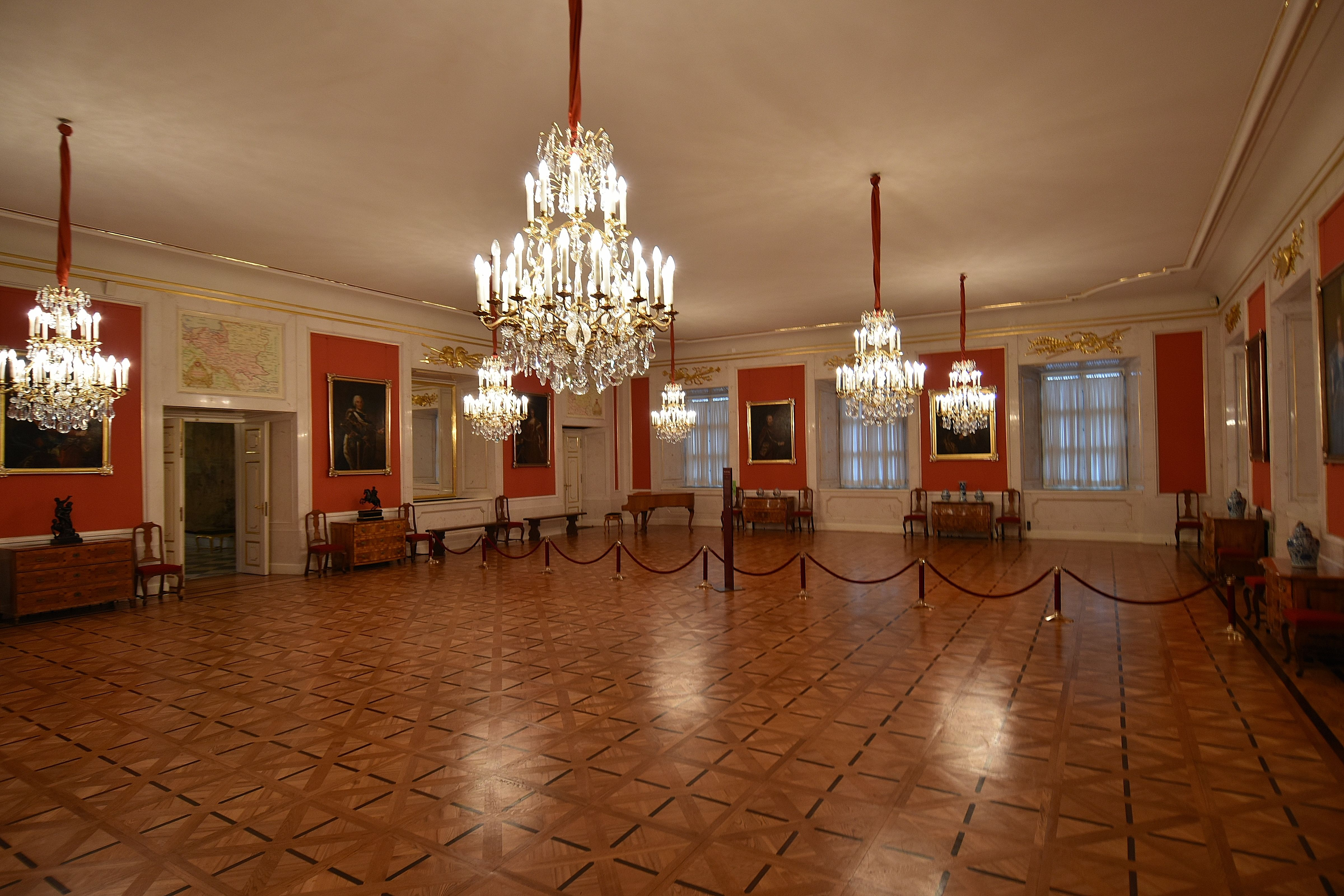
Nowa Izba Poselska na Zamku Królewskim w Warszawie. Po wojnie sala została odtworzona jako jednokondygnacyjna

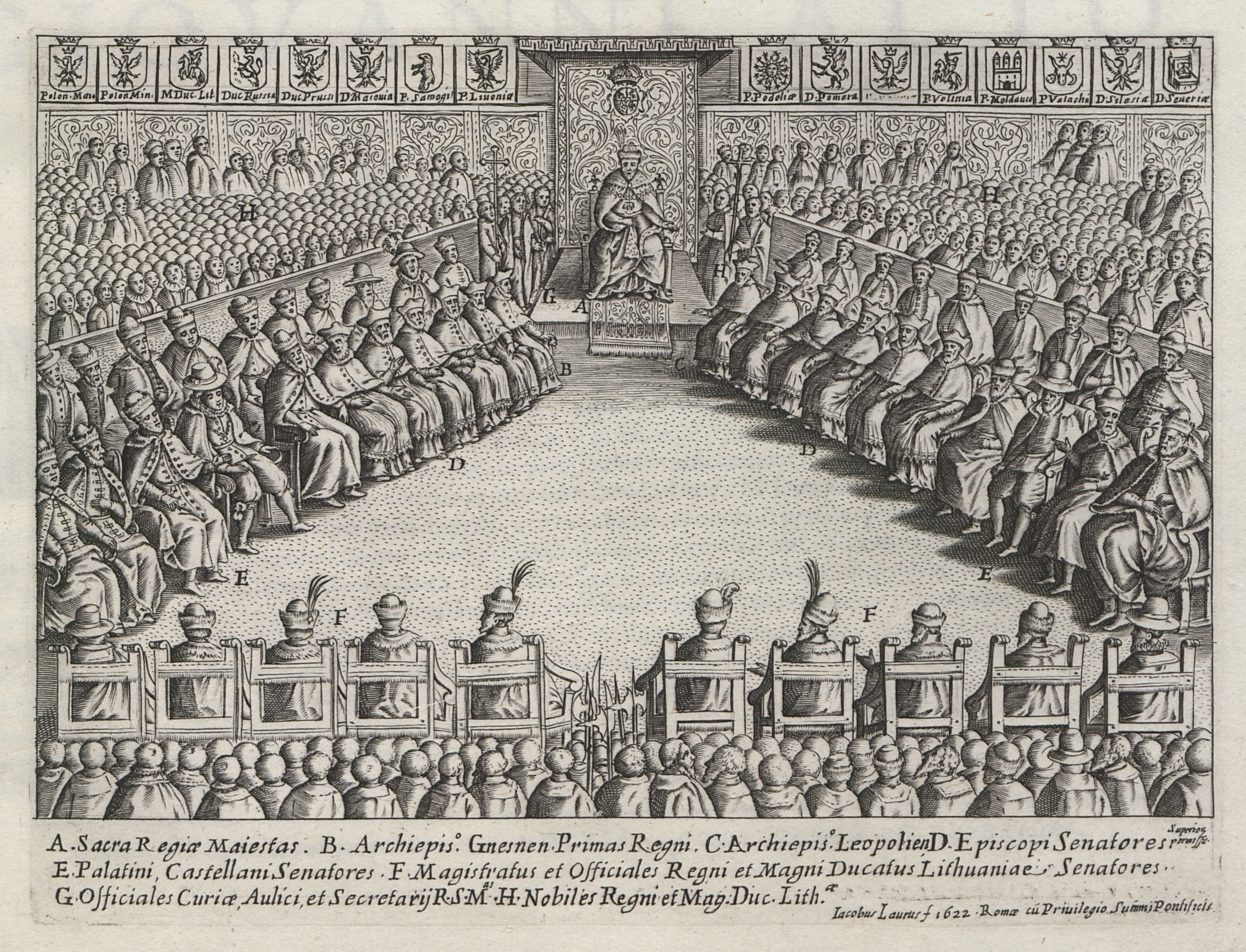
Połączony Senat i Izba Poselska w czasach Zygmunta III Wazy

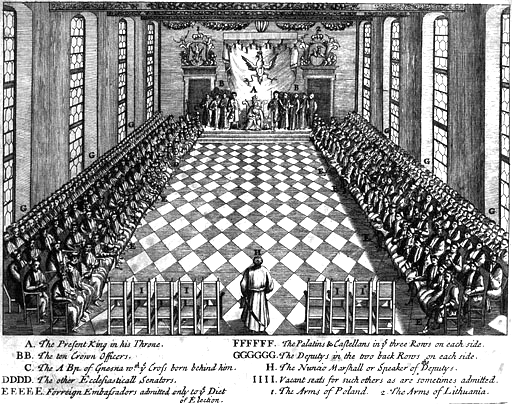
Połączony Senat i Izba Poselska w czasach Augusta II Mocnego

Izba Poselska – izba niższa Sejmu walnego w I Rzeczypospolitej, wyłoniona po raz pierwszy na sejmie w Piotrkowie w 1493 jako reprezentacja szlachty wybierana na sejmikach ziemskich. Ostatni raz zebrała się równo 300 lat później na sejmie grodzieńskim w 1793, na którym zatwierdzono II rozbiór Polski. Reprezentowała stan rycerski.

## Opis
Ustrój Rzeczypospolitej Obojga Narodów określa się jako monarchię mieszaną. Organami władzy był monarcha, element arystokratyczny reprezentowany przez Senat oraz element demokratyczny reprezentowany przez Izbę Poselską. Izba Poselska wraz z królem i Senatem stanowiła stany sejmujące.
Ostateczny skład izby został określony w wyniku unii lubelskiej w 1569 roku. W izbie poselskiej zasiadało od 140 do 170 posłów, wybranych na sejmikach, w tym 48 z Wielkiego Księstwa Litewskiego. Zmienna liczba posłów wynikała z braku kodyfikacji w Koronie, gdzie poszczególne województwa wysyłały zwyczajową liczbę posłów, czasem zmienianą, która nie odpowiadała jednak proporcjonalnej liczbie ludności. Na Litwie wybierano z reguły 2 posłów z powiatu. Dopuszczano także przedstawicieli większych miast, posiadających prawa szlacheckie, jednak bez prawa głosu (Kraków i Wilno, później także Lublin, Lwów, Gdańsk i Kamieniec Podolski).
W sądzie sejmowym deputaci poselscy w niektórych sprawach sądzili wraz z asesorami z Senatu. 

## Skład społeczny i wyznaniowy izby poselskiej
Posłami najczęściej byli przedstawiciele średniej szlachty. Magnaci piastując zazwyczaj wyższe urzędy związane z godnością senatora pozbawieni byli możliwości posłowania, choć często zostawali posłami magnaccy synowie, dla których udział w obradach izby poselskiej był dobrą okazją do zdobycia doświadczenia politycznego. Od początku XVII wieku sporadycznie, a później coraz częściej przedstawiciele magnaterii zostawali za to marszałkami izby poselskiej. W XVII i XVIII wieku szeregi posłów coraz częściej zapełniali ubodzy szlachcice, będący klientami magnatów lub obcych posłów.
W czasach Zygmunta II Augusta i pierwszych królów elekcyjnych wyznanie posłów nie miało znaczenia. Jednak już pod koniec długiego panowania Zygmunta III Wazy większość katolicka zaczęła podnosić sprawę wyznania jako czynnika decydującego o możliwości pełnienia funkcji publicznych. Po raz ostatni innowierca został marszałkiem izby poselskiej w 1641 (był nim Bogusław Leszczyński), już wówczas jednak odbyła się gorąca debata nad tym czy dysydent może być marszałkiem. W drugiej połowie XVII wieku posłów niekatolickich było jednak coraz mniej, chociaż pojawiali się jeszcze w pierwszych latach panowania Augusta II. Do wykluczenia ich z możliwości zasiadania w sejmie doszło w drodze precedensu w 1718 roku, gdy na wniosek duchowieństwa katolickiego nie dopuszczono protestanckiego posła Andrzeja Piotrowskiego do oddania głosu w czasie wyboru marszałka izby. Odbyło się to z pominięciem legalnej procedury rugowania (weryfikacji mandatu) poselskiego. Formalne wykluczenie możliwości zasiadania w izbie poselskiej innowierców nastąpiło w czasie bezkrólewia po śmierci Augusta III (1763) i zostało potwierdzone konstytucją sejmową z 1768 roku.